# Nowy Jork (stan)
Nowy Jork (ang. New York, wym. /nuː ˈjɔrk/ⓘ, oficjalnie State of New York, także New York State) – stan w północno-wschodniej części Stanów Zjednoczonych. Z populacją 19,6 mln mieszkańców, jest czwartym pod względem liczby ludności stanem w Stanach Zjednoczonych.
Graniczy z jeziorami Ontario i Erie, z kanadyjskimi prowincjami Ontario i Quebec, a także ze stanami Vermont, Massachusetts, Connecticut, New Jersey i Pensylwania. Od południowego wschodu dotyka Oceanu Atlantyckiego.
Największym miastem stanu jest Nowy Jork położony w południowo-wschodnim krańcu stanu, gdzie mieszka prawie połowa jego mieszkańców. Inne duże miasta to Buffalo, Rochester, Syracuse i stolica stanu – Albany. Duża populacja mieszka w Yonkers i innych miastach obszaru metropolitalnego Nowego Jorku.
Miasto Nowy Jork jest jednym z najbardziej zróżnicowanych kulturowo miast na świecie, z dziesiątkami etnicznych enklaw i dzielnic, oraz setkami różnych kultur i języków. Ponad jedna trzecia jego mieszkańców (36,3%), została urodzona poza granicami Stanów Zjednoczonych. Stan Nowy Jork jest też drugim stanem USA, w którym większość populacji mieszka na wyspach (Long Island, Manhattan i Staten Island)

## Historia
Przed przybyciem Europejczyków obszary te zamieszkiwali Indianie Mohegan, Munsee i Delawarowie (grupa algonkińska) oraz Mohawk, Oneidowie, Onondaga, Kajugowie i Seneka (z Ligi Irokezów). Pierwszym Europejczykiem który odwiedził terytorium przyszłego Nowego Jorku był Giovanni da Verrazzano w 1524. Henry Hudson w 1609 odkrył główną rzekę stanu, później nazwaną jego nazwiskiem.
Pierwszymi stałymi europejskimi osadnikami byli Holendrzy, którzy od 1613 roku organizowali w okolicach Manhattanu prywatne terytorium zamorskie i po zasiedleniu go przez pierwszą grupę emigrantów w 1624 przekształcili je w holenderską prowincję o nazwie Nowe Niderlandy. Rok później założono tam Fort Amsterdam (późniejszy Nowy Amsterdam, a od 1665 Nowy Jork). W 1664 kolonię zajęli bez oporu Anglicy z sąsiedniej Nowej Anglii. Holendrzy odzyskali ją przejściowo w roku 1673, znów przemianowując Nowy Jork (nazwany tak na cześć brata króla angielskiego, księcia Jorku) na Nową Oranię (nid. Nieuwe Oranje). Jednak już rok później, po III wojnie angielsko-holenderskiej, zrzekli się całej kolonii na rzecz Anglików, którzy przemianowali ją na Prowincję Nowy Jork (istniejącą do 1777).
Miasto Nowy Jork było od początku miastem wielokulturowym i wieloreligijnym. Po przejściu kolonii pod władzę Anglików osadnicy holenderscy pozostali w kolonii, zachowali wolność religii i utrzymali swe duże wpływy polityczne i gospodarcze. Kolonia przyjęła też Żydów wydalonych z portugalskiej Brazylii. Miasto Nowy Jork rozwijało się nieustannie i około 1790 stało się największym miastem Stanów Zjednoczonych, mając wtedy około 33 tys. mieszkańców.
Podczas amerykańskiej wojny rewolucyjnej stan był miejscem intensywnych walk. W 1776 Brytyjczycy zdobyli miasto Nowy Jork i stworzyli z niego swoją główną bazę w Ameryce Północnej. Z tej bazy próbowali zdobyć panowanie nad rzeką Hudson i tym sam przeciąć kolonie amerykańskie na pół. Brytyjska porażka w bitwie pod Saratogą 19 września 1777 położyła kres tym planom. Brytyjczycy utrzymali się jednak w mieście Nowy Jork aż do zakończenia wojny, gdyż Amerykanie nie próbowali zdobyć silnie ufortyfikowanego miasta.
Aż do końca XVIII wieku europejscy osadnicy zajmowali tylko południową część dzisiejszego stanu, osiedlając się głównie w dolinie rzeki Hudson i dookoła miasta Nowy Jork u jej ujścia. Tereny północne i północno-zachodnie obecnego stanu były zdominowane przez silne plemiona Indian (przede wszystkim Irokezów), które do 1760 często posiadały poparcie Francuzów z sąsiedniej Kanady. Dopiero w trakcie amerykańskiej wojny rewolucyjnej armie Stanów Zjednoczonych zaczęły przejmować kontrolę w tych regionach. Ostatecznie tereny te formalnie stały się własnością Stanów Zjednoczonych na skutek traktatów podpisanych z Indianami do 1797.
W 1835 roku Nowy Jork przyćmił Filadelfię jako największe miasto USA i pozostaje nim do tej pory. Do 1850 roku Irlandczycy stanowili jedną trzecią całkowitej populacji miasta.
Od 1910 do połowy lat 70. XX wieku był celem wielkiej migracji Afroamerykanów z Południa. W tym czasie Nowy Jork przyjął więcej afroamerykańskich przybyszów niż jakiegokolwiek inny stan. W latach 50. XX wieku zaczęli masowo napływać Portorykańczycy.

## Geografia
Stan rozciąga się od Atlantyku do jezior Ontario i Erie. Na północy graniczy z Kanadą. Główne rzeki to Niagara, Hudson i Rzeka Świętego Wawrzyńca. Stan Nowy Jork wyróżnia się zróżnicowanym ukształtowaniem terenu – od górzystych terenów poprzecinanych jęziorami polodowcowymi na północy, aż po całkowicie płaski teren byłej prerii na Long Island w południowej części stanu. Takie ukształtowanie terenu stan zawdzięcza zlodowaceniu Wisconsin, odpowiadającemu częściowo erze zlodowacenia północnopolskiego na ziemiach polskich, około 20 000 lat temu. Najwyższym wzniesieniem stanu jest góra Mount Marcy w północno-wschodniej części stanu, o wysokości 1629 m n.p.m. Do lat 50. XX wieku, na Long Island znajdowała się jedyna na wschód od Appalachów preria – 60 000 akrów (24 281 hektarów) pokrytej trawą powierzchni w hrabstwie Nassau
Dzięki długości linii brzegowej wyspy Long Island w skrajnej południowej części stanu, Nowy Jork posiada jedną z dłuższych linii brzegowych w Stanach Zjednoczonych wynoszącą 4224 km (2625 mil). Północna część stanu, zwana Upstate New York (lub lokalnie upstate), jest bardzo bogata w obszary leśne, rzeki i jeziora. Na północy stanu, jego granicę wyznaczają Wielkie Jeziora – Ontario i Erie. Bardziej na południe wyróżniają się Finger Lakes – grupa jezior wąskiego kształtu i równoległego ułożenia w osi północ-południe. Północną część stanu wyróżnia też duża liczba wodospadów, z największymi na świecie wodospadami Niagara, w skrajnej północno-zachodniej części stanu.

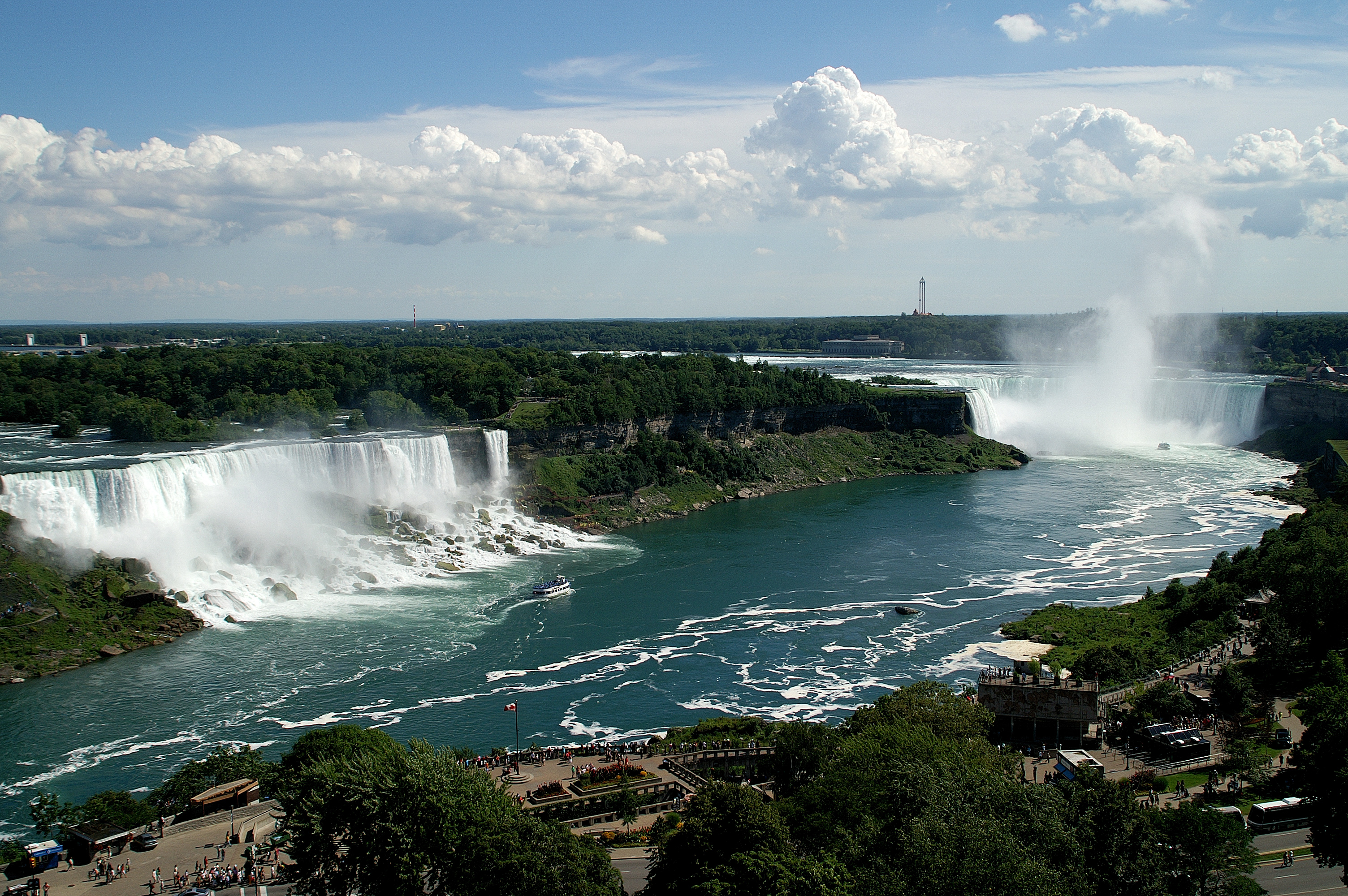
Wodospady Niagara w północno-zachodniej części stanu Nowy Jork
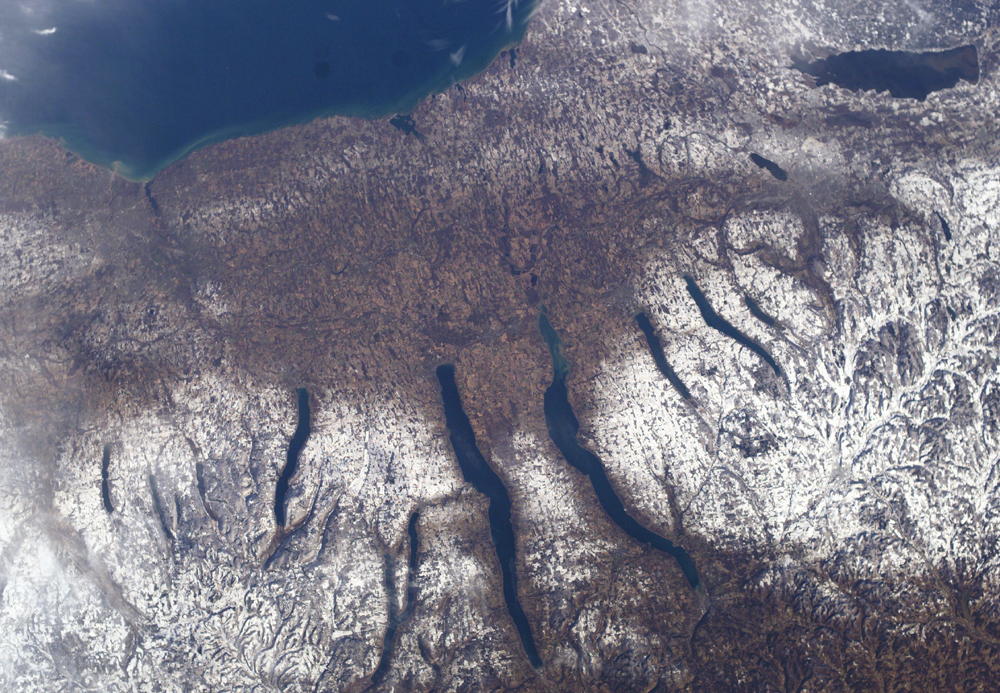
Zdjęcie satelitarne Finger Lakes w scenerii zimowej

## Demografia

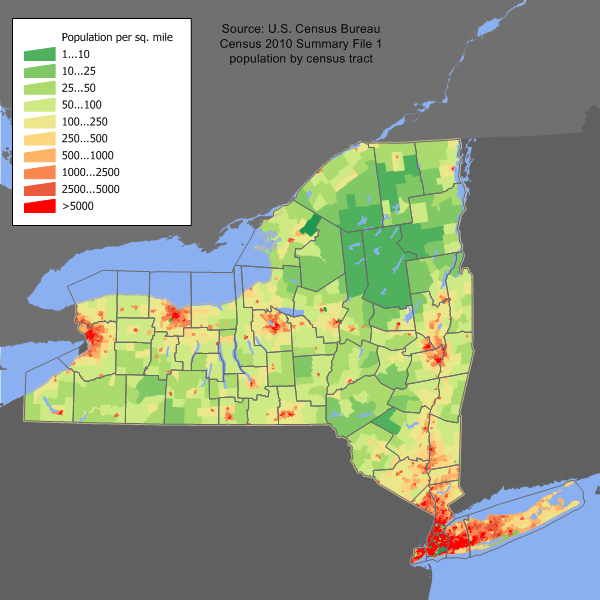
Mapa gęstości zaludnienia

Spis ludności z roku 2020 stwierdza, że stan Nowy Jork liczy 20 201 249 mieszkańców, co oznacza wzrost o 823 147 (4,2%) w porównaniu z poprzednim spisem z roku 2010. Dzieci poniżej piątego roku życia stanowią 5,4% populacji, 20,3% mieszkańców nie ukończyło jeszcze osiemnastego roku życia, a 18,1% to osoby mające 65 i więcej lat. 51,1% ludności stanu stanowią kobiety.
Na terenie stanu Nowy Jork znajduje się 596 miast (city) i wsi (village), w tym jedno o liczbie ludności przekraczającej 1 000 000, 6 powyżej 100 000 mieszkańców, 91 powyżej 10 000 mieszkańców, a 420 powyżej 1000 mieszkańców (2022 r.). Stan cechuje się jednak nierównym zagęszczeniem ludności – z największym zagęszczeniem w południowej części stanu w mieście Nowy Jork oraz w zachodniej części Long Island, oraz stosunkowo niewielkim zagęszczeniem środkowej i północnej części stanu.
Na początku XX wieku miał miejsce silny napływ ludności na wyspę Long Island na wschód od Nowego Jorku, co wiązało się z rozwojem na wyspie lotnictwa, gdy Long Island stała się kolebką i centrum amerykańskiego przemysłu lotniczego, a także z rozwojem sieci kolejowej w tym rejonie. Stąd też, Long Island – zwłaszcza jej zachodnia część – do dziś pozostaje rejonem o największym poza miastem Nowy Jork zagęszczeniu ludności w stanie.
Lista miejscowości zamieszkanych przez 10 000 lub więcej osób (2022 r.):

- Nowy Jork (8 335 897)
- Buffalo (276 486)
- Rochester (209 352)
- Yonkers (208 121)
- Syracuse (144 451)
- Albany (100 826)
- New Rochelle (82 288)
- Mount Vernon (71 714)
- Schenectady (68 809)
- Utica (64 081)
- White Plains (59 316)
- Hempstead (58 331)
- Troy (50 895)
- Niagara Falls (47 993)
- Binghamton (47 115)
- Freeport (43 886)
- Valley Stream (40 115)
- Kiryas Joel (38 998)
- Long Beach (34 604)
- Spring Valley (32 884)
- Ithaca (32 870)
- Poughkeepsie (32 010)
- Rome (31 735)
- Port Chester (30 823)
- North Tonawanda (30 235)
- Middletown (30 207)
- Harrison (29 369)
- Saratoga Springs (28 593)
- Newburgh (28 501)
- Jamestown (28 243)
- Glen Cove (27 997)
- Lindenhurst (27 064)
- Ossining (26 633)
- Auburn (26 081)
- Elmira (25 852)
- Rockville Centre (25 662)
- Peekskill (25 514)
- Watertown (24 451)
- Kingston (23 916)
- Garden City (22 891)
- Mineola (21 225)
- Lockport (20 602)
- Lynbrook (20 128)
- Plattsburgh (19 904)
- Lackawanna (19 716)
- Mamaroneck (19 669)
- Amsterdam (18 244)
- Cohoes (17 876)
- Scarsdale (17 822)
- Cortland (17 314)
- Oswego (17 150)
- Massapequa Park (16 873)
- Rye (16 248)
- Floral Park (15 925)
- Westbury (15 734)
- Oneonta (15 518)
- Batavia (15 459)
- Johnson City (15 080)
- Kenmore (15 012)
- Depew (14 991)
- Tonawanda (14 991)
- Gloversville (14 932)
- Glens Falls (14 603)
- Beacon (14 290)
- Olean (13 764)
- Endicott (13 338)
- Dunkirk (12 563)
- Geneva (12 503)
- Patchogue (12 344)
- Haverstraw (12 213)
- Babylon (12 146)
- Tarrytown (11 769)
- Woodbury (11 531)
- Suffern (11 338)
- Dobbs Ferry (11 337)
- Fulton (11 318)
- Lake Grove (11 041)
- Great Neck (11 034)
- Sleepy Hollow (11 001)
- Corning (10 683)
- Mount Kisco (10 646)
- West Haverstraw (10 612)
- Canandaigua (10 539)
- Chestnut Ridge (10 450)
- Watervliet (10 219)
- New Hyde Park (10 161)
- Massena (10 158)
- Oneida (10 140)
- Lancaster (10 111)
- Airmont (10 104)
- East Rockaway (10 028)

### Język
W 2010 roku najpowszechniej używanymi językami były:
- język angielski – 70,72%
- język hiszpański – 14,44%
- język chiński – 1,56%
- język rosyjski – 1,2%
- język włoski – 1,18%.

### Rasy i pochodzenie
Według danych pięcioletnich z 2022 roku, 58,8% mieszkańców stanowiła ludność biała (53,8% nie licząc Latynosów), 15,1% to czarnoskórzy Amerykanie lub Afroamerykanie, 8,8% to Azjaci, 7,4% miało rasę mieszaną, 0,5% to rdzenna ludność Ameryki i 0,05% to Hawajczycy i mieszkańcy innych wysp Pacyfiku. Latynosi stanowią 19,5% ludności stanu.
Poza osobami pochodzenia afroamerykańskiego, największe grupy stanowią osoby pochodzenia włoskiego (11,3%), irlandzkiego (10,7%), niemieckiego (8,8%), portorykańskiego (5,3%), angielskiego (5,3%), dominikańskiego (4,6%), „amerykańskiego” (4,5%), polskiego (4,2% – 834,5 tys.) i chińskiego (3,7%). Obecne są także duże grupy osób pochodzenia meksykańskiego (491,5 tys.), afrykańskiego lub arabskiego (474 tys.), francuskiego lub francusko–kanadyjskiego (455,2 tys.), hinduskiego (377,2 tys.), rosyjskiego (333,4 tys.), jamajskiego (309,1 tys.), ekwadorskiego (285,3 tys.) i szkockiego lub szkocko–irlandzkiego (253,6 tys.).
Stan posiada największą populację Ukraińców (141,8 tys.) w Stanach Zjednoczonych, stanowią oni jednak zaledwie 0,71% populacji.

### Religia

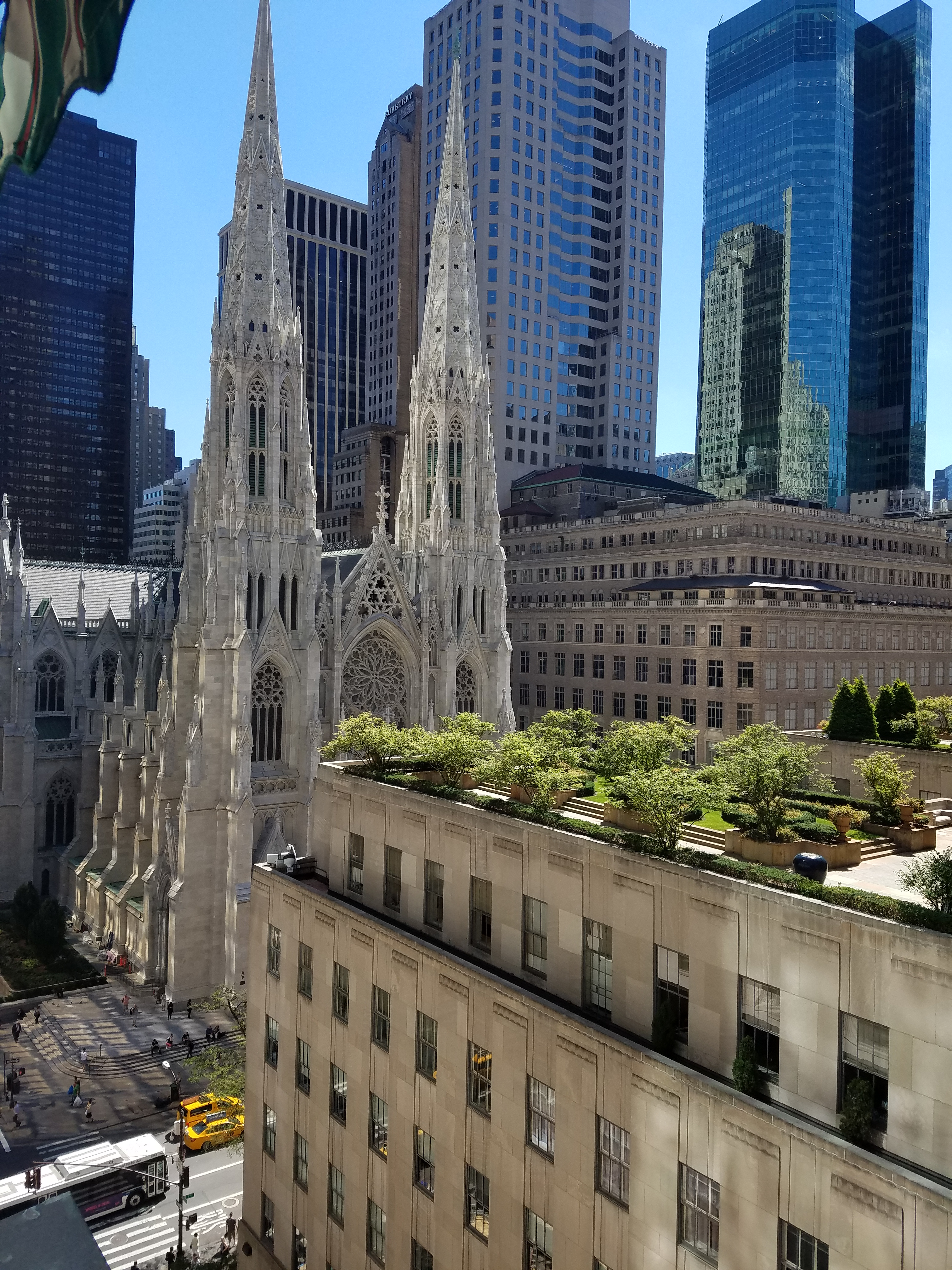
Katedra Świętego Patryka w Nowym Jorku

Struktura religijna według Pew Research Center (2014):
- katolicy – 31%
- niereligijni – 27% (w tym: 5% agnostycy i 5% ateiści)
- protestanci – 26% (gł.: ewangelikalni bezdenominacyjni, baptyści, metodyści, zielonoświątkowcy, kalwini, luteranie, anglikanie, adwentyści i uświęceniowcy[18])
- żydzi – 7%
- muzułmanie – 2%
- pozostałe religie – 7% (w tym: świadkowie Jehowy, hindusi, prawosławni, mormoni, buddyści, unitarianie uniwersaliści, sikhowie, bahaici, irwingianie, wyznawcy Kościoła Jedności, scjentyści, spirytualiści i dżiniści[19]).

Znajdują się tutaj największe społeczności muzułmańskie i żydowskie w Stanach Zjednoczonych. Społeczność muzułmańska szybko rośnie ze względu na imigrację i reprodukcję. Według The ARDA w 2020 roku w Nowym Jorku mieszkało nawet 724,5 tys. muzułmanów, co stanowiło 3,6% mieszkańców.
W społecznościach wiejskich na zachodzie i północy stanu mieszka blisko 20 tys. amiszów.

## Uczelnie
- Uniwersytet Stanu Nowy Jork(inne języki)

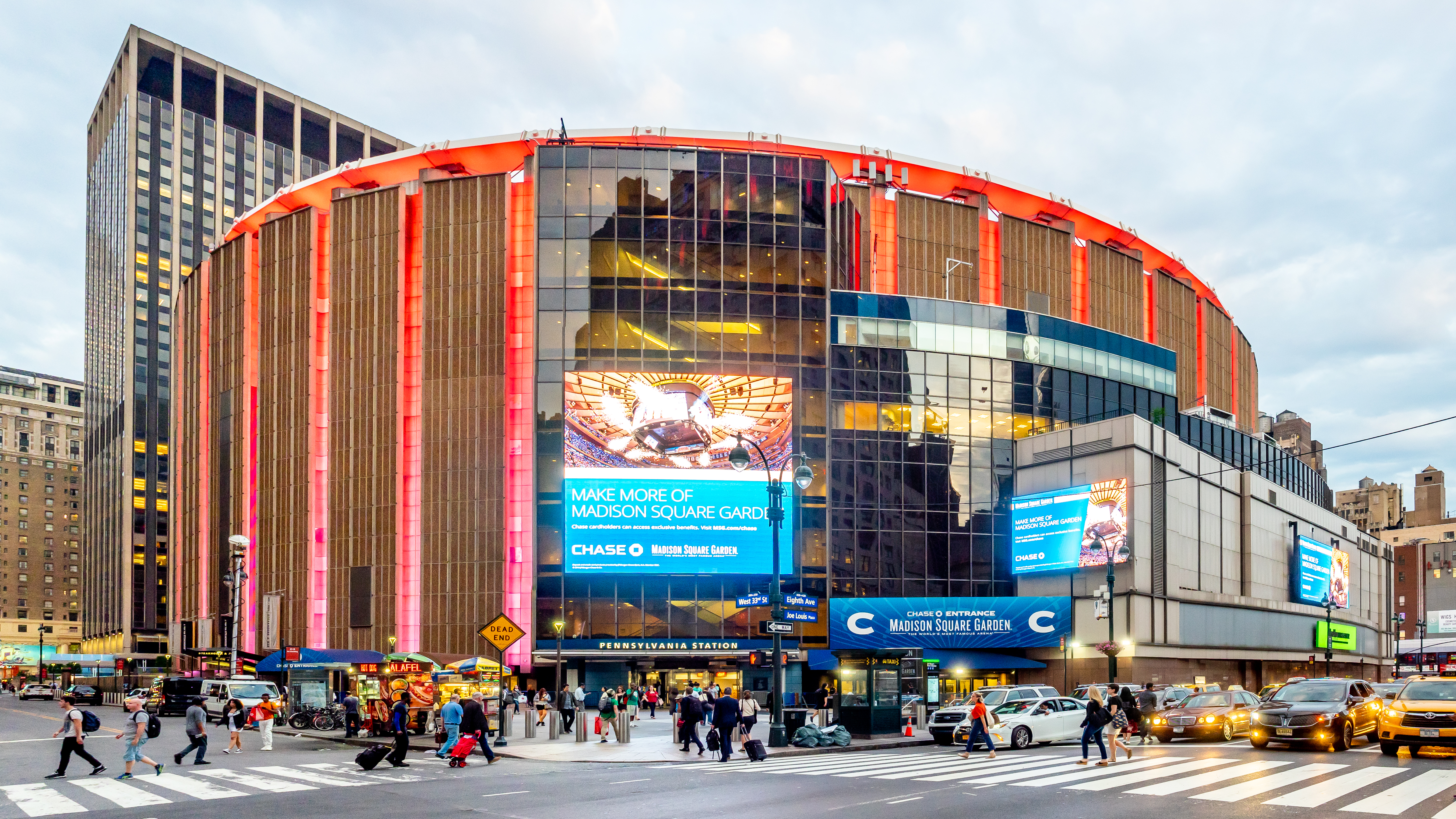
Madison Square Garden

- Uniwersytet Nowojorski
- Uniwersytet Columbia
- Uniwersytet Cornella
- Uniwersytet Miejski w Nowym Jorku
- Uniwersytet Rockefellera
- Uniwersytet w Rochester

## Turystyka
Stan Nowy Jork jest światowym centrum turystycznym – po drastycznym spadku turystyki w okresie w pandemii COVID-19, w czasie po-pandemicznym w 2022 roku, tylko miasto Nowy Jork odwiedziło 56,7 miliona turystów, w tym 9,4 mln turystów zagranicznych oraz 47,3 mln turystów krajowych, w roku 2023 natomiast 67,7 mln (11,6 mln i 50,6 mln odpowiednio).
Do głównych atrakcji turystycznych należą: Statua Wolności, Times Square, wodospady w północnej części stanu, w tym wodospad Niagara, wyższa szkoła wojskowa West Point, Central Park, Empire State Building i inne.